# Walter Kühn (Jurist)
Walter Gustav Fr. Kühn (* 11. März 1902 in Wittenberg; † 4. Juli 1980) war ein deutscher Jurist.

## Leben
Kühn kam als Sohn eines Volksschullehrers zur Welt. Am 17. Juni 1918 kam er an die Lateinische Schule in Halle (Saale), an der er Ostern 1920 die Reifeprüfung ablegte. Anschließend studierte er zunächst klassische Philologie und Philosophie, später Rechts- und Staatswissenschaften an den Universitäten Halle und Berlin. Während seiner Studienzeit arbeitete er als Parlamentsstenograf im Reichstag und im Preußischen Landtag. Nach dem Staatsexamen wurde er 1928 Archivar und Leiter des Stenographischen Dienstes beim Preußischen Staatsrat. Seine entschiedene Ablehnung des Nationalsozialismus führte 1933 zu seiner Versetzung in den einstweiligen Ruhestand. Später wurde er – beamtenrechtlich zurückgestuft – als Landgerichtsrat wieder eingesetzt.
Nach Ende des Zweiten Weltkriegs wurde er Richter am Bezirksgericht Berlin-Mitte, kurz danach Landgerichtsdirektor. Als Abteilungsleiter wechselte er kurzzeitig zur Senatsverwaltung für Justiz. 1953 kam er an das Kammergericht zu Berlin, war dort zunächst Senatspräsident, ab 1955 nahm er zusätzlich die Aufgaben des Vizepräsidenten war. Von Juli 1958 bis November 1966 war er Präsident des Kammergerichts.
In den Jahren 1961 und 1962 war er Präsident der Juristischen Gesellschaft zu Berlin.

## Ehrungen
- Großes Bundesverdienstkreuz mit Stern der Bundesrepublik Deutschland, 1967